# Гамбюрен
Гамбюрен (нім. Hambühren) — сільська громада в Німеччині, розташована в землі Нижня Саксонія. Входить до складу району Целле.
Площа — 56,7 км2. Населення становить 10 683 ос. (станом на 31 грудня 2021).